# Alexander Fjodorowitsch Akimow
Alexander Fjodorowitsch Akimow (russisch Александр Фёдорович Акимов; * 6. Mai 1953 in Nowosibirsk; † 11. Mai 1986 in Moskau) war ein sowjetischer Nukleartechniker. Er war der im Block 4 des Kernkraftwerks Tschernobyl zum Zeitpunkt der Nuklearkatastrophe von Tschernobyl tätige Schichtleiter.

## Leben
Akimow besuchte das Energetische Institut in Moskau, das er 1976 mit einer Arbeit über die Automatisierung von Wärme- und Energieprozessen abschloss. Ab September 1979 war er im Kernkraftwerk Tschernobyl tätig. Im Juli 1984 wurde er zum Schichtleiter befördert, nachdem er zuvor als leitender Ingenieur für die Turbinensteuerung und als Schichtleiter im Turbinenraum zuständig war.
Am 26. April 1986 sollte im Block 4 des Kernkraftwerks Tschernobyl ein Test der Notstromversorgung durchgeführt werden. Akimow und Leonid Toptunow lehnten die Durchführung des letztlich zum Unglück führenden Tests aufgrund des Zustands des Reaktors ab, Akimow wurde jedoch von seinem Vorgesetzten Anatoli Stepanowitsch Djatlow mit der Drohung einer Kündigung zur Fortsetzung des Tests angehalten.
Da der Reaktor bei der Vorbereitung des Tests über einen längeren Zeitraum unter der zulässigen Nennleistung betrieben wurde, kam es zu einer als Xenonvergiftung bezeichneten übermäßigen Konzentration an 135Xe. Die Kettenreaktion wurde dadurch gebremst. Da der xenonvergiftete Reaktor nur wenig Leistung lieferte, wurden die Steuerstäbe großteils ausgefahren. Nachdem im Testverlauf die Turbine abgeschaltet worden war, stieg infolge der reduzierten Wärmeabfuhr mit der Temperatur des Reaktorkerns aufgrund des positiven Dampfblasenkoeffizienten die Leistung des Reaktors. Der Leistungsanstieg führte zu einem Abbau des 135Xe, wodurch die Kettenreaktion weiter gefördert wurde.
Akimow gab Leonid Toptunow den Befehl zur Schnellabschaltung des Kraftwerks, worauf dieser um 1:23:40 den Schalter AZ-5 (russisch Аварийная Защита 5-й категории (АЗ-5), Awarijnaja Saschtschita 5-j kategorii (AZ-5), „Notfallschutz der 5. Kategorie“) betätigte, der die Schnellabschaltung des Reaktors auslösen sollte. Die Kontrollstäbe blieben in einer Tiefe von 2 bis 2,5 m im 7 m tiefen Reaktor stecken. Die Borstäbe hatten eine Graphitspitze, die zu einem weiteren Leistungsanstieg führte. In der Folge kam es zu mehreren Dampfexplosionen, bei denen der Reaktor zerstört wurde. Akimow war mit zahlreichen unklaren Informationen konfrontiert und glaubte Berichten über die Zerstörung im Reaktorbereich zunächst nicht. Er berichtete daher über mehrere Stunden fälschlicherweise an seine Vorgesetzten, dass der Reaktor intakt sei. Nachdem er das Ausmaß der Zerstörung registrierte, versuchte er mit dem Rest der Steuermannschaft, Wasser zur Kühlung in den zerstörten Reaktor zu pumpen.
Akimow erlitt dabei eine Strahlenbelastung von 15 Gray und starb zwei Wochen nach dem Unfall im Alter von 33 Jahren an akuter Strahlenkrankheit im Krankenhaus in Moskau.
Die Untersuchung des Unfalls verortete die Verantwortung am Unglück bei Akimow und seinen Kollegen. Spätere Untersuchungen und Analysen sahen den Unfall im Verhalten der Leitung des Kernkraftwerks und durch eine mangelnde Sicherheitskultur verursacht.
Er wurde 2008 posthum mit dem Ukrainischen Orden für Tapferkeit dritten Grads ausgezeichnet.

## Darstellungen in den Medien
Akimow wurde 2004 im Dokumentarfilm Disaster at Chernobyl aus der Reihe Zero Hour von Aleksandr Khoroshko, 2006 in der BBC-Produktion Chernobyl Nuclear Disaster aus der Reihe Surviving Disaster von Alex Lowe und 2019 in der HBO-Miniserie Chernobyl von Sam Troughton dargestellt.